# Fredericella browni
Fredericella browni is een mosdiertjessoort uit de familie van de Fredericellidae. De wetenschappelijke naam van de soort is voor het eerst geldig gepubliceerd in 1945 door Rogick.